# Lov, ära och pris
Lov, ära och pris (engelska: We praise Thee, o God) är en lovpsalm av William Paton Mackay från 1863 med titeln Revive us again, melodi av John Jenkins Husband (F-dur, ¾) år 1820. Psalmen översattes av Jonas Stadling år 1880. Utan några märkvärdigheter riktar den sig till den treenige Guden med tacksamhet för Guds kärlek och korsets offer. 1965 rekommenderades att sjunga denna sång till verserna Hebreerbreven 13:20-21 vid gudstjänsten. Psalmen infördes som en ny psalm i den svenska psalmboken 1986.

## Publicerad som
- Nr 30 i Kristus vandrar bland oss än (psalmbok) 1965, med titeln Halleluja, din är äran.
- Nr 10 i Den svenska psalmboken 1986, 1986 års Cecilia-psalmbok, Psalmer och Sånger 1987, Segertoner 1988 och Frälsningsarméns sångbok 1990 under rubriken "Lovsång och tillbedjan".
- Cecilia 2013 som nr 8 under rubriken "Lovsång och tillbedjan".